# Батьківська груша
Батьківська груша. Обхват 2,70 м, висота 20 м, вік близько 150 років. Росте на території Романівського музею-садиби Максима Рильського, в с. Романівка Попільнянський район Житомирської області. Оспівана в поезії М. Рильського. Вимагає заповідання.